# 遠き曙光
『遠き曙光』（とおきしょこう）は横山信義作の架空戦記、全4巻。海の牙城（全5巻）は本作の続編である。

## 各巻題名
1. 柱島炎上（ISBN 4125008930）
2. 南シナ海海戦（ISBN 4125009066）
3. 蘭印挟撃（ISBN 4125009155）
4. 鋼鉄の墓標（ISBN 4125009201）

## あらすじ
真珠湾奇襲部隊が単冠湾を出撃しようとしていた昭和16年11月26日、広島湾柱島泊地に停泊していた連合艦隊主力部隊は米国海軍空母部隊の奇襲攻撃を受け、長門・陸奥・扶桑・山城を撃沈され、竣工したばかりの大和も中破。さらには山本五十六連合艦隊司令長官も戦死と壊滅的な打撃をうけてしまう。
これにより2週間近く早い開戦を強要され、南方攻略のスケジュールが完全に狂った日本軍は、第一航空艦隊と南方部隊、基地航空隊をもって米機動部隊、英国東洋艦隊と戦うが……。